# Clearview

Ejemplo de tipo Clearview.

Clearview es el nombre de una familia de tipos de letra para señales de tráfico. Fue desarrollado por investigadores independientes con la ayuda del Texas Transportation Institute y el Pennsylvania Transportation Institute, bajo la supervisión de la Federal Highway Administration (FHWA).

Los tipos de letra FHWA estándar, desarrollados en la década de 1940, fueron diseñados para usarse en señales fabricadas a mano y en las que la mayoría de las palabras se escribían con todas sus letras en mayúsculas. Los diseñadores de Clearview buscaron crear un tipo de letra adaptado para las señales con letras mayúsculas y minúsculas, que inicialmente esperaban se basaría en algún tipo de letra sans serif europeo. Sin embargo, usando un peso similar a los alfabetos FHWA crearon un tipo nuevo desde cero que según sus autores proporciona una mayor legibilidad del texto, un mayor reconocimiento de las palabras y una reducción del efecto halo que producen los materiales reflectantes cuando son iluminados. 
Las diferencias clave son:

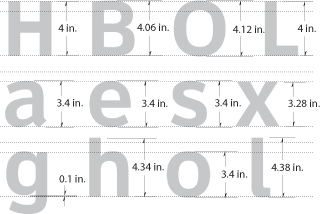
Proporciones del tipo Clearview.

- Mayor tamaño de los espacios cerrados dentro de las letras, como en las letras “e” o “a”.
- Mayor altura-x, que es la altura relativa de la letra “x” respecto a la “X”.
- Espaciado entre letras ampliado y particular para cada par de letras (kerning).

Según los autores de Clearview, los espacios cerrados dentro de las letras de los alfabetos FHWA reducían la legibilidad, en particular por la noche cuando las letras brillaban por la iluminación de los faros.

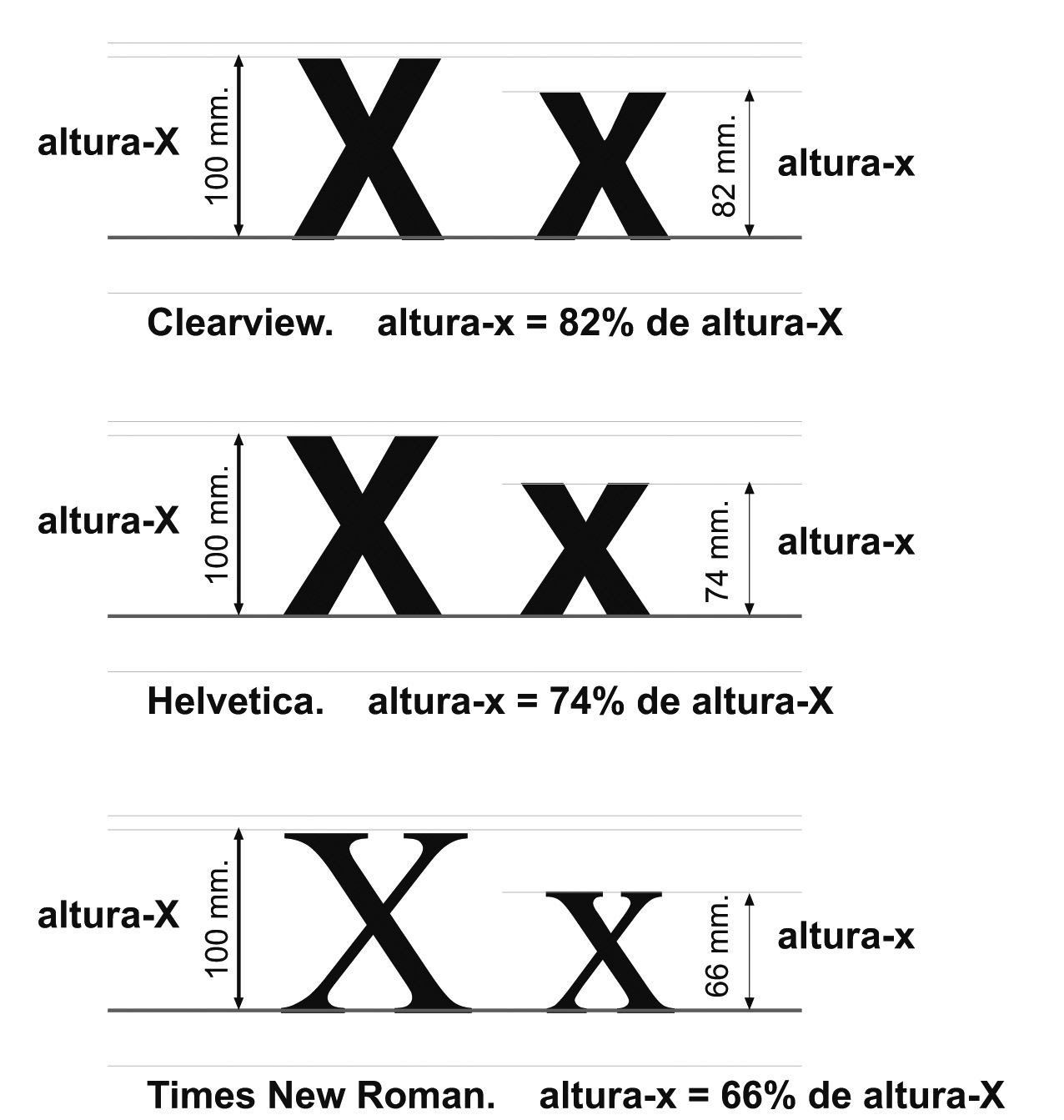
Altura-X comparativa en varios tipos de letra.

El 2 de septiembre de 2004 se aprobó experimentalmente el uso del tipo Clearview en las señales viarias de Estados Unidos bajo ciertas condiciones, como alternativa opcional al alfabeto estándar FHWA.
Sin embargo, el 25 de enero de 2016 la FHWA notificó que la agencia rescindiría en 30 días la aprobación del uso de Clearview, siguiendo a dicha notificación la distribución el 28 de enero de un memorándum interno al respecto.
La FHWA concluyó que «los resultados más consistentes entre todos los estudios indican que el brillo del material retroreflectante [y no la tipografía] es el principal factor en legibilidad nocturna». En adición, malentendidos significativos y seguimientos poco exhaustivos de las condiciones de la aprobación estaban provocando la aparición de señales mal diseñadas y poco uniformes que infringían la normativa. Por tanto, concluía la notificación, «la FHWA no pretende una futura consideración, desarrollo o apoyo de estilos de letra alternativos». La notificación también citaba algunos estudios donde Clearview no resultaba tan bien parada como en los aportados en su propuesta. La medida causó el rechazo de sectores de la administración y de uno de los diseñadores de Clearview, lo cual tuvo su eco en los medios.
Finalmente, la FHWA revirtió su decisión el 28 de marzo 2018 con otro memorándum, volviendo a permitir el uso de Clearview bajo las condiciones ya estipuladas en 2004.

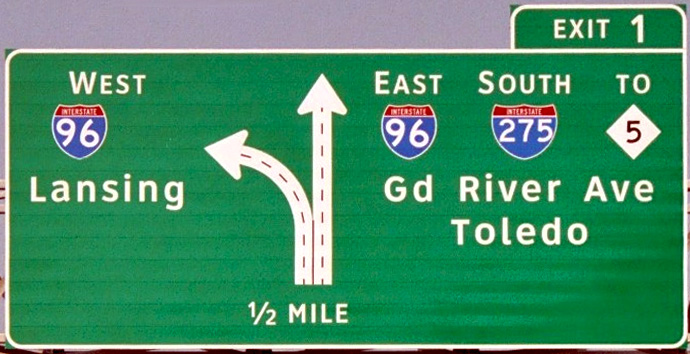
Una señal con tipo Clearview en la autopista interestatal 696 en Farmington, Michigan, en 2005, ejemplo de los errores e inconsistencias que la FHWA denunciaba: se ha usado erróneamente Clearview en las palabras en mayúsculas y algunos números.

### Uso en otros ámbitos
Además de su aparición en las señales de tráfico, Clearview fue adoptada por AT&T para su uso corporativo, empresarial y publicitario desde el comienzo de 2006. 

## Condiciones de la FHWA para usar Clearview

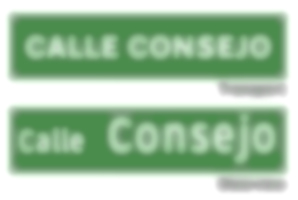
Comparación de texto en tipo Transport en mayúsculas y Clearview en minúsculas, bajo efecto halo simulado.

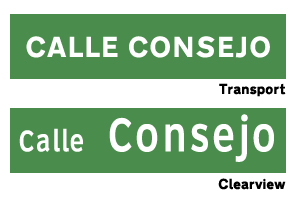
Comparación de texto en tipo Transport en mayúsculas y Clearview en minúsculas.

- Sólo emplear Clearview en aquellas situaciones donde el color de letra sea de alto contraste con el fondo.[3]
- Sólo emplear Clearview en destinos de señales en mayúsculas y minúsculas. No usar Clearview cuando haya texto en letras mayúsculas o números porque no se ha estudiado su legibilidad.[3]
- No usar Clearview en escudos indicadores de números de la carretera o en señales estandarizadas.[3]
- Sólo usar Clearview en los casos en los que se emplearía FHWA Series E modificada, en su variante 5-W, nunca variantes más estrechas pues resultan menos legibles que Series D. Se puede emplear 5-W-R excepcionalmente por motivos de espacio.[3]
- No modificar la separación estipulada entre letras o su dimensionamiento porque cambia el kerning y reduce la legibilidad.[3]

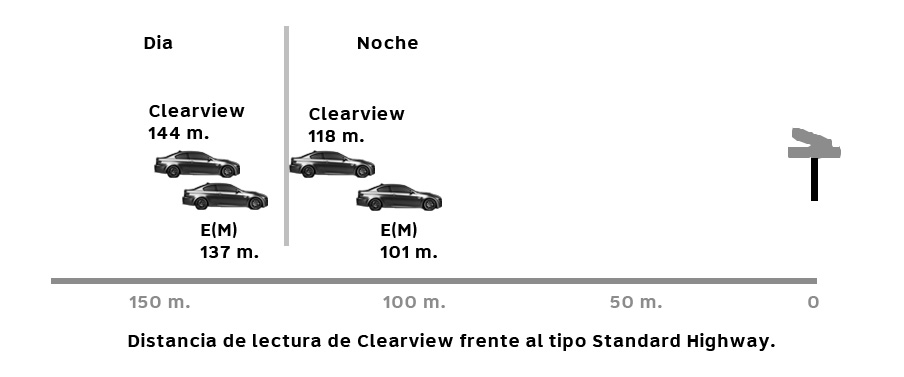
Mejora de la distancia de lectura de señales de tráfico con Clearview. Una mayor distancia indica una mejor legibilidad.

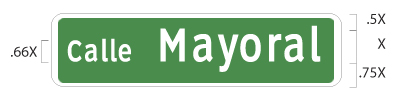
Placa de calle mostrando las medidas recomendadas para el tipo Clearview.

Animación de la difuminación en tipo Transport en mayúsculas y Clearview en minúsculas.